# 第四次中東戦争
第四次中東戦争（だいよじちゅうとうせんそう）は、1973年10月にイスラエルとエジプト・シリアをはじめとするアラブ諸国（以下、アラブ諸国を総称する際に「アラブ」という名称を用いる）との間で勃発した戦争である。中東戦争の一つに数えられ、ヨム・キプール戦争、十月戦争などとも呼ばれる（後述）。

## 概要
1973年10月6日、イスラエルにおけるユダヤ暦で最も神聖な日「ヨム・キプール」（贖罪の日、ヘブライ語: יום כיפור、英語: Yom Kippur）に当たったこの日、6年前の第三次中東戦争でイスラエルに占領された領土の奪回を目的としてエジプト・シリア両軍がそれぞれスエズ運河、ゴラン高原正面に展開するイスラエル国防軍（以下イスラエル軍）に対して攻撃を開始した。
「ヨム・キプール」の日に攻撃を受けた上、第三次中東戦争以来アラブ側の戦争能力を軽視していたイスラエルはアラブ側から奇襲を受け、かなりの苦戦を強いられたが、（イスラエル軍の主力である）予備役部隊が展開を完了すると、アメリカの支援等もあって戦局は次第にイスラエル優位に傾いていき、10月24日、国際連合による停戦決議をうけて停戦が成立した際、イスラエル軍は逆にエジプト・シリア領に侵入していた。
純軍事的にみればイスラエル軍が逆転勝利をおさめたのだが、戦争初期にとはいえ第一次、第二次、第三次中東戦争でイスラエルに対し負け続けたアラブ側がイスラエルを圧倒したという事実は「イスラエル不敗の神話」（イスラエルはアラブ側に対して決して負けない）を崩壊させ、逆にイスラエルに対して対等な立場に着くことができたエジプトは1979年、エジプト・イスラエル平和条約を締結し、1982年にシナイ半島はエジプトに返還された（同年ゴラン高原はイスラエルが一方的に併合を宣言した）。
この戦争は、冷戦期における地域紛争の中でも新しい兵器が大規模投入され、特にミサイル兵器（9M14「マリュートカ」（AT-3「サガー」）対戦車ミサイル、双方が史上初めて対艦ミサイルを使用したラタキア沖海戦など）はめざましく、第三世代主力戦車の開発など各国の兵器開発に少なからぬ影響を与えた。
また、戦争中行われたアラブ石油輸出国機構（OAPEC）の親イスラエル国に対する石油禁輸措置とそれに伴う石油輸出国機構（OPEC）の石油価格引き上げは第1次オイルショック（第1次石油危機）を引き起こし、日本をはじめとする諸外国に多大な経済混乱をもたらした。

## 名称
イスラエル・欧米での名称（1） - 「ヨム・キプール戦争」
「ヨム・キプール」の日に戦争が勃発したことに由来。

ヘブライ語: "מלחמת יום הכיפורים"（ミルヘメット・ヨム・ハ＝キプリム）または"מלחמת יום כיפור"（ミルヘメット・ヨム・キプール）

英語: "Yom Kippur War"（ヨム・キプール・ウォー）
アラブ側・欧米の名称（2） - 「十月戦争」
10月に戦争が勃発したことに由来。

アラビア語: "حرب أكتوبر"（ハルブ・オクトーバル）または"حرب تشرين"（ハルブ・ティシュリーン）

英語: "October War"（オクトーバー・ウォー）
または「ラマダン月10日戦争」
単に「ラマダン戦争」とも。イスラム暦の断食月（ラマダーン）10日に戦争が勃発したことに由来。

アラビア語: "حرب العاشر من رمضان"（ハルブ・アーシル・ミン・ラマダーン）

英語: "Tenth of Ramadan War"（テンス・オブ・ラマダン・ウォー）
欧米の名称（3） - 「1973年アラブ・イスラエル紛争」
単に「1973年の戦争」という表記も見られる。

英語: "1973 Arab-Israeli Conflict"（ナインティーセヴンティースリー・アラブ・イスラエリ・コンフリクト）
日本の名称 - 「第四次中東戦争」
「第4次中東戦争」という表記も存在。「消耗戦争」を「第四次中東戦争」とし、本戦争を「第五次中東戦争」とする文献もある。

日本語: だいよじ（よんじ）ちゅうとうせんそう、だいごじちゅうとうせんそう
以下、戦争名はすべて「第四次中東戦争」で統一する。

## 戦争の背景

### 第三次中東戦争（1967年）

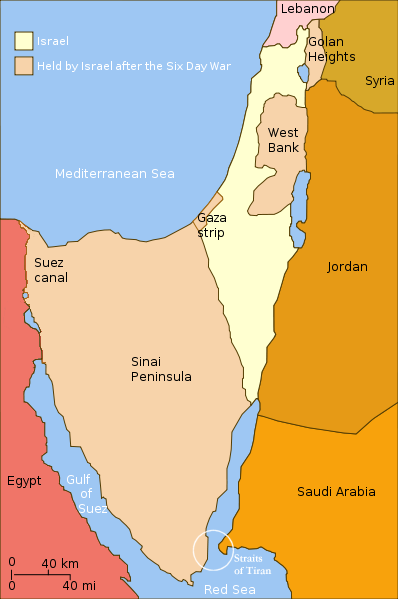
イスラエルは第三次中東戦争の勝利により、上図の薄橙色の部分を占領した。アラブ側はこの戦争の復讐を誓い、第四次中東戦争の要因の一つとなった。

1967年6月5日、イスラエル空軍はエジプト、ヨルダン、シリア、イラクの各空軍基地を攻撃、第三次中東戦争が勃発した。以前からチラン海峡の封鎖や部隊の展開により、「イスラエルの破壊」を声高に唱えていたアラブ側（エジプト・ヨルダン、シリアなど）にとってこの「先の先」を狙ったイスラエル軍の攻撃はまさに「奇襲」であり、開戦一日でアラブ側の航空戦力は壊滅、続く地上戦でもイスラエル軍の前にアラブ軍は敗走を重ね、イスラエルは6日間でエジプトからガザ地区とシナイ半島全域を、ヨルダンからヨルダン川西岸を、そしてシリアからゴラン高原を奪取して戦争は終結した。エジプトはスエズ運河閉鎖により年間2億ドルの通関料収入を喪失し、ヨルダンは人口の45パーセントと東エルサレムの観光収入を失った。イスラエルはこれら地域を占領したことで、エジプト正面では200km以上の縦深を得ることができ、イスラエル領内にエジプト軍の砲爆撃が及ぶ恐れがほぼなくなった。
一方で、イスラエル国内では第三次中東戦争の結果を受け、アラブ諸国との和平交渉がすぐにでも始まるような期待感が広がり、終結後の1967年6月19日、イスラエルのレヴィ・エシュコル内閣は講和と非武装化を条件に、シナイ半島（シャルム・エル・シェイクを除く）とゴラン高原の占領地返還を全員一致で閣議決定し、ヨルダン川西岸地区についてはヨルダンのフセイン国王と交渉に入る動きがあった。しかし、誇り高きアラブの名誉を傷つけられたアラブ諸国はイスラエルとの和平交渉を受け入れることは到底できず、エジプトとシリアは戦争終結後ほどなくしてソビエト連邦の援助の下、軍の再建に着手したほか、8月29日から9月1日にスーダンのハルツームで開催されたアラブ首脳会議において、「イスラエルと交渉せず」、「イスラエルと講和せず」、「イスラエルを承認せず」のいわゆる「3つのノー」を決議した。
11月22日に開催された国際連合安全保障理事会においては、イスラエル軍の占領地からの撤退や中東諸国すべての主権を認めることなどを求めた安保理決議242を全会一致で可決したが、アラブ側はイスラエルが占領地から撤退しても戦争前の状態に戻るだけで第三次中東戦争敗北の事実は消えず、得られるものが何もないため決議の履行は困難だった。また、第三次中東戦争以降イスラエル軍とアラブ軍の戦力差はイスラエル優位で隔絶しており、アラブ側にとってこれまでの中東戦争で見られたように「イスラエルの破壊」を狙って全面戦争を仕掛けるよりも、限定的なものではあるとはいえ、領土奪還と同時にイスラエル軍に打撃を与えることで「イスラエル不敗の神話」を崩壊させ、アラブ優位の状態でイスラエルを交渉のテーブルにつかせる方が現実的であった。

### 消耗戦争・ヨルダン内戦（1968年 - 1970年）

#### 消耗戦争

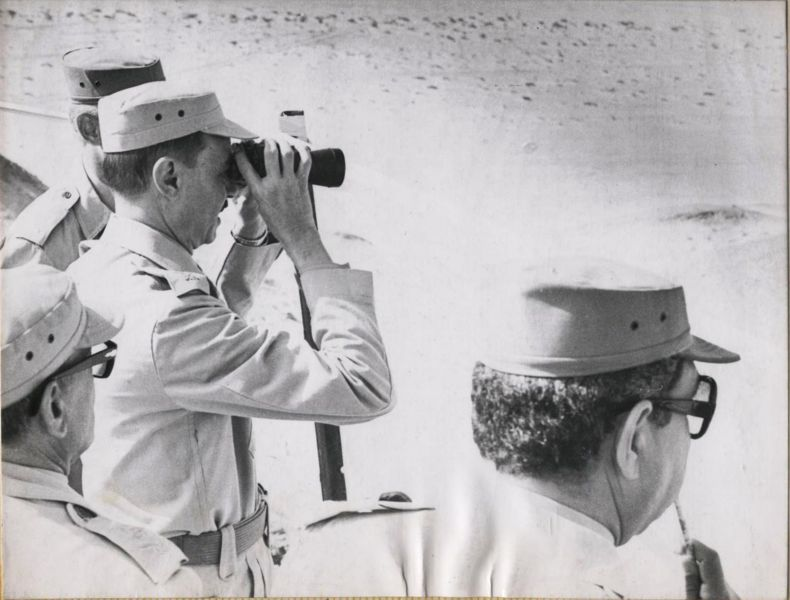
前線を視察するエジプト軍ガマシィ作戦部長

エジプトのガマール・アブドゥル＝ナーセル大統領は、イスラエルと第三次中東戦争の停戦を結んだ翌6月9日、敗北の責任を取り辞任の演説を行い、後任にザカリア・ムヒエディン副大統領を指名した。しかし、エジプト唯一の政党であるアラブ社会主義連合が扇動した退任反対の大規模デモを受け、ナーセルは辞任を撤回し、6月11日にはアブドルハキーム・アーメル国防相のほか、陸海空軍司令官と多数の上級将校を敗北の責任から追放した。
アラブ諸国の敗北は、援助国であるソビエト連邦にも衝撃を与え、1967年6月21日にニコライ・ポドゴルヌイ最高会議幹部会議長がマトヴェイ・ザハロフ元帥を帯同してカイロを訪問、エジプト軍再建の協議を行った。同年7月末にはソビエト連邦から軍用機110機、戦車200～250輌等の兵器がエジプトに到着し、10月になると軍用機数が第三次中東戦争前の水準に回復し、戦車も700輌まで増強された。エジプトはソビエト連邦に大量の軍事顧問団の派遣も求め、数千人規模の軍事顧問団がエジプト入りし、エジプト軍の再編成と訓練にあたった。なお、ソビエト連邦は
これらの対価として、アレクサンドリアやポートサイドなど港湾4箇所、カイロ西空軍基地など飛行場7箇所の使用権を得た。
1967年10月21日、北アフリカ北東沿岸において哨戒中のイスラエル海軍所属駆逐艦エイラートがエジプト海軍のオーサ型ミサイル艇からの対艦ミサイル攻撃で撃沈された（エイラート事件）。
この事件は単に史上初めて対艦ミサイルが使用された攻撃 であったのみならず、第三次中東戦争以降下がり気味であったアラブ側の士気高揚に役立った。エジプトのガマール・アブドゥル＝ナーセル（以下ナセル）大統領は、小規模で効果的な攻撃を仕掛けることでアラブ側の士気を高め、逆にイスラエルに「戦争でも平和でもない」状態を強制することでイスラエルの疲弊と士気低下を狙ったのである。そして69年3月、ナセルは「消耗戦争」を称してイスラエルへの攻撃を本格化させ、スエズ運河では砲撃戦が行われた。これに対しイスラエルはエジプト本土への空爆、小部隊の襲撃をもって徹底的に応戦した。消耗戦争は断続的に約1年間続いたが、1970年8月6日、アメリカの仲介によって停戦した。
また同年9月28日、ヨルダン内戦（後述）の仲介工作を行った直後にナセルが急死し、ナセルの後継者には1952年のエジプト革命時にナセルの同志でもあったアンワル・アッ＝サーダート（以下サダト）副大統領が昇任することになった。だが、当時知名度がナセルより遥かに低かったサダトは世間から「つなぎ」の大統領だとみなされていた。

#### ヨルダン内戦
シリアでは、アサド国防相が1969年2月28日の政変で政府の実権を握り、のちに1970年11月のクーデターで全権を握った。同時期にアサド国防相はヨルダン内戦にPLO側で介入し、陸軍を用いてヨルダン政府軍を攻撃した。アサドの介入がシリアとヨルダンの戦争に発展することを恐れたアメリカは、空母部隊を地中海のイスラエル沖に派遣し、ヨルダンの行動を支持すると共に、シリアの軍事介入を牽制した。イスラエルは地上部隊をゴラン高原に展開し、シリア軍に対して警戒を強めた。当初はこのヨルダンの混乱に乗じてイスラエルが軍事作戦を展開する動きもあったが、その計画は見送られた。
結局、ナセルがヨルダン・シリア・PLOの仲介に入り、PLOは受け入れを表明したレバノンへ本部を移転させることとなり、ヨルダン政府軍、PLOとシリア軍は停戦した。この結果、PLOは指導部と主力部隊をレバノンに移した。

### アラブの戦争準備・イスラエルの油断（1971年 - 1973年9月）

#### アラブの戦争準備
エジプト大統領に就任したサダトはナセルの外交路線を転換、親ソ連から親米路線を目指し、アメリカの仲介によってイスラエルとの交渉を進めようとしたが、当時のアメリカ国務長官ヘンリー・キッシンジャーの言葉を借りれば「勝者の分け前を要求してはならない」 すなわちアラブ側が「負けっぱなし」のままでは交渉仲介に乗り出すことはできない、というのがアメリカの対応であった。このためサダトは領土奪還だけではなく、親米路線転換のきっかけとしても対イスラエル戦争を位置づけるようになった。1972年に入るとエジプトの戦争計画の具体化が進められ、イスラエルに「弱いアラブ軍」や「ソ連との不和」 をイメージさせる情報を流す裏で、軍の改革や兵士の能力向上、ソ連からの供与兵器（AT-3対戦車ミサイルやSA-6自走対空ミサイルなど）を有効活用した戦術の研究が進められた。同様に、シリア軍も地上部隊や対空戦力の増強を進めた。
1973年夏には、来たるべき対イスラエル戦争の作戦名が「バドル作戦」（アラビア語: عملية بدر;Operation Badr） と定められ、開戦日にイスラエルの安息日かつ「一切の労働」 が禁じられる、ユダヤ暦で最も神聖な日「ヨム・キプール」に当たり、その他の理由からも最適な1973年10月6日が選定された。 エジプトはシリアと連携して作戦計画の作成を活発化させ、同時に石油輸出国機構（OPEC）やアラブ石油輸出国機構（OAPEC）への戦争協力を要請した。

#### イスラエルの油断
イスラエルは諜報機関であるイスラエル参謀本部諜報局（以下アマン）やイスラエル諜報特務庁（以下モサド）を通してアラブ側の戦争準備の動きをほぼ完全に捕捉していたが、第三次中東戦争での圧倒的勝利によってイスラエルには、（アラブ側の工作の結果もあって）「アラブ側の戦争能力を非常に低く見積もる」風潮があったため、ほとんど注意を払うことがなかった。
ここにアマンの局長エリ・ゼイラ少将が作成した当時のイスラエルの状況認識を表した「コンセプト」（The Concept）という理論がある。
すなわち、
1. シリアがイスラエルに対して戦争を仕掛けるにはエジプトとの同時攻撃が不可欠である。
2. エジプトが攻撃を決意するには第三次中東戦争の二の舞を避けるために空軍力の再建と、（Tu-16やスカッドなど）『攻撃的兵器』の装備が必要である。
3. エジプトが空軍再建や『攻撃的兵器』の調達を実現するのはソ連が貸与を渋っているため、1975年までかかる。
4. したがってアラブ側は少なくとも1975年まで戦争を仕掛けてこない（その時にはイスラエルの軍事力はさらに向上している）。

1975年より前にアラブ側が戦争準備を行ったとしても、それらは全て「本格的な戦争準備ではなく」、もし仮にアラブ側が戦争を行おうとも、「諜報機関が開戦48時間前にその情報をキャッチして動員が可能で、開戦2日目には反撃して第三次中東戦争以上の圧倒的勝利を収められる」とされた。その他にも第三次中東戦争の経験から、「遮蔽物のほとんどないシナイ半島の砂漠では対戦車砲や歩兵を戦車に見つからないよう隠すことは非常に困難であり、イスラエル軍戦車部隊は歩兵・砲兵の随伴がなくとも単独で突破戦力としての任務を遂行できる」（いわゆる「オールタンク・ドクトリン」）や、「地上部隊が少兵力でも、イスラエル空軍が『空飛ぶ砲兵』として地上軍を常時援護できる」といった理論が語られた。
しかし、前述のようにアラブ側は「弱いアラブ軍」を演出する裏で軍の改革を推し進め、そのようなイスラエル軍の戦術への対処も行っていたのである。
1971年からアラブ側はイスラエルへの挑発を強め、1973年5月まで戦争の危機が高まるごとにイスラエルは年1回のペースで計3回の動員令を発令した。だが3回とも戦争に発展することはなく、特に1973年5月の動員は6,200万イスラエルポンド（45億円） という経済損失から国民の不満が高まったため、イスラエル軍はこれ以上むやみに動員令を発令することはできなくなっていた。
また1972年5月30日の日本赤軍によるロッド空港乱射事件や9月5日のミュンヘンオリンピック事件などユダヤ人が拘束・殺害される事件が世界中で多発し、イスラエルは事件への対応や報復作戦に忙殺されることとなった。

### イスラエル軍の防衛計画

#### バーレブ・ライン

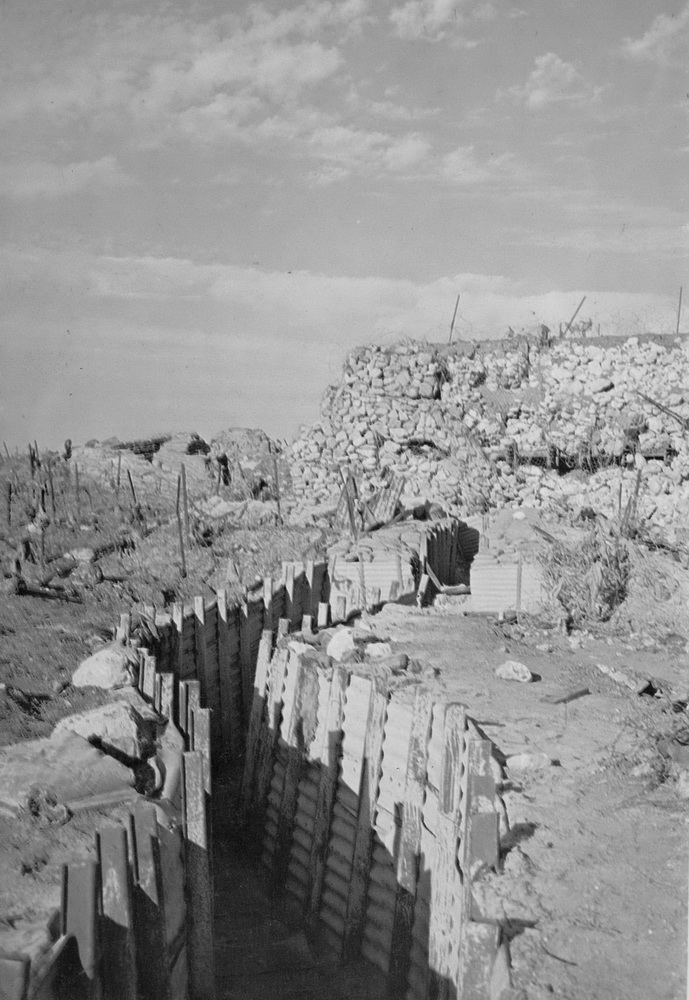
バーレブ・ラインの拠点。

1968年にイスラエル軍参謀総長ハイム・バーレブ中将は、エジプト軍のスエズ運河東岸への攻撃に対処するため、アブラハム・アダン少将を長とする東岸防衛計画委員会にシナイ半島の防衛構想を参謀本部へ検討案として上程するよう命じた。委員会からの答申案は、東岸沿いに監視警戒と敵軍を拘束する拠点を11km間隔で15個配置し、拠点後方に機動予備部隊を配置して渡河進攻するエジプト軍に対処することを骨子とした内容だった。しかし、参謀本部の訓練部長アリエル・シャロン少将と計画室長イスラエル・タル少将は、この答申案に反対し、代わって機甲偵察部隊で東岸沿いを巡察警戒する方法を主張した。1969年にバーレブ参謀総長は委員会答申案を支持し、防衛線の構築が開始された。いわゆるバーレブラインと呼ばれる防衛線は同年3月15日に完成した。
バーレブ・ラインは、スエズ運河東岸沿い約160kmにわたって構築され、33個の拠点と3線の築堤、4本のコンクリート舗装道路と3本の新道、指揮通信施設が設置された。

### 開戦前夜（1973年9月13日 - 10月6日）
1973年9月13日、シリアの湾岸都市ラタキアに面するラタキア沖上においてイスラエル空軍とシリア空軍が空戦、イスラエル1機、シリア13機の航空機を喪失。これに呼応する形でゴラン高原ではシリア軍の部隊が本格的な展開を始めた。同時にスエズ運河正面では「タヒール（解放）23」（Tahir 23） 軍事演習と称してエジプト軍の大規模な展開が公然と進められた。当初イスラエルは、ゴラン高原では空中戦の影響があり、またスエズ運河正面では「あくまで軍事演習」であると信じたため、アラブ側の動向にほとんど対応策を取らなかった。
9月29日、チェコスロバキア・オーストリア国境において2人のパレスチナ人テロリストがソ連出身のユダヤ人を乗せてウィーンに向かっていた列車を乗っ取り、ユダヤ人5人とオーストリア人税関職員1人を人質に取る事件があった。当時のオーストリア首相ブルーノ・クライスキーがシェーナウのユダヤ人移民中継キャンプの閉鎖を提案、人質は解放された。イスラエルはオーストリアの対応に反発し、政府もゴルダ・メイア首相が直々にオーストリアまで向かうなど の対応に追われた。この事件はテログループがシリア軍の支配下組織とつながりがあったことから、アラブ側の欺瞞工作であったとする説もあるが、真相は不明である。いずれにせよイスラエルの世論は主にこの事件に注目し、国境付近でのアラブ軍の展開は見過ごされがちとなった。
10月5日、依然アマンは「戦争の可能性は低い」としていたものの、参謀総長のダビッド・エラザール中将は、イスラエル軍に「Cレベル」 の警戒を発令、同時に第一線部隊の増強が図られた。しかしながら戦争に発展する確信がなく、5月の失敗（前述）からも動員令は発令されず、第一線部隊だけでアラブ軍を相手にするには不安があった。
10月6日午前4時、「ヨム・キプール」の日の朝、これまでのアラブ側の動きを「本格的な戦争の準備ではない」としてあらゆる戦争の可能性を一蹴し続けてきたアマン局長のゼイラ少将はこれまでの主張を覆して「今日の夕方18時にも戦争が勃発する」との警告を出した 。この報告を受けて、エラザールは国防相のモシェ・ダヤンに空軍の先制攻撃 の許可を求めたが、アメリカをはじめとする諸外国から第三次中東戦争同様イスラエルは好戦的な国家であると見なされないために、これは却下された。また20万名の総動員も同様の理由から却下された。結局午前10時に15万人の動員令が発令され、第一線部隊も戦闘準備を行った。だがゼイラの予測より早い14時、エジプト・シリア両軍のイスラエルへの攻撃が開始された。
イスラエルは第三次中東戦争でアラブ側がそうであったように、（皮肉にもそのアラブ側から）「奇襲」を受けることとなった。

## 戦争の推移
以下、本稿では「ゴラン高原」とはゴラン高原周辺の戦区を、「シナイ半島」とはスエズ運河・シナイ半島周辺の戦区を指すものとする。

### 開戦
第四次中東戦争の開戦時において、エジプト軍はスエズ運河渡河作戦を計画した。その作戦名が、バドル作戦（バドルさくせん、アラビア語: عمليةبدر）またはバドル計画（バドルけいかく、アラビア語: خطة بدر）である。1973年10月6日、スエズ運河西岸に展開したエジプト軍第2軍、第3軍が10地点で渡河を行い、東岸のイスラエル軍防衛線（バーレブ・ライン）を突破、10月8日までに縦深10から13kmの橋頭堡を確保した。また、本作戦と並行してシリア軍によるゴラン高原進攻が行われた。
イスラエル軍は予期していなかったエジプト・シリア軍の奇襲攻撃により、緒戦で敗北を喫し、各地で苦戦を強いられることとなった。

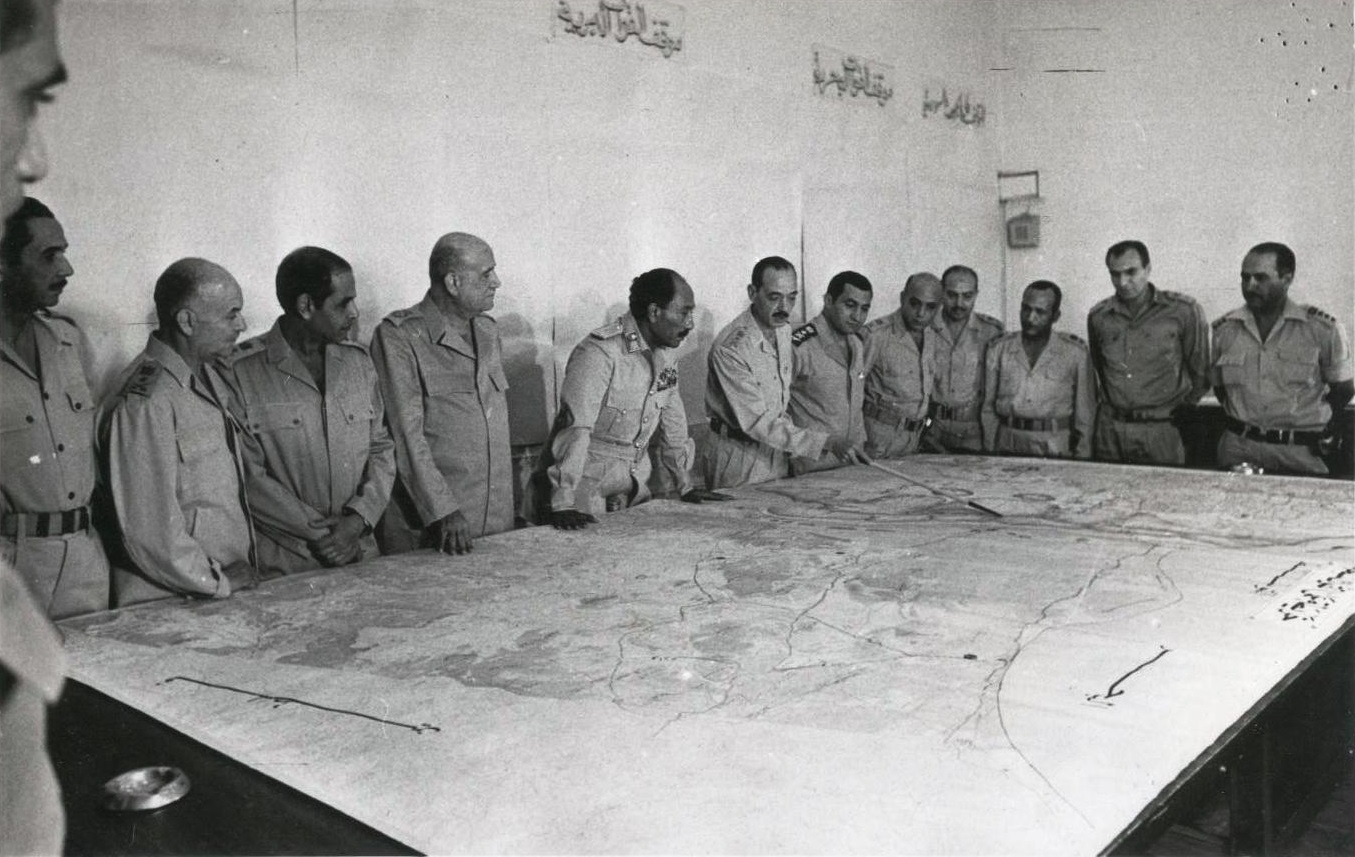
戦況図を見つめるエジプト軍首脳。
（中央）サダト大統領、（右）ガマシィ作戦部長、（左）イスマイル国防相。

#### 10月6日

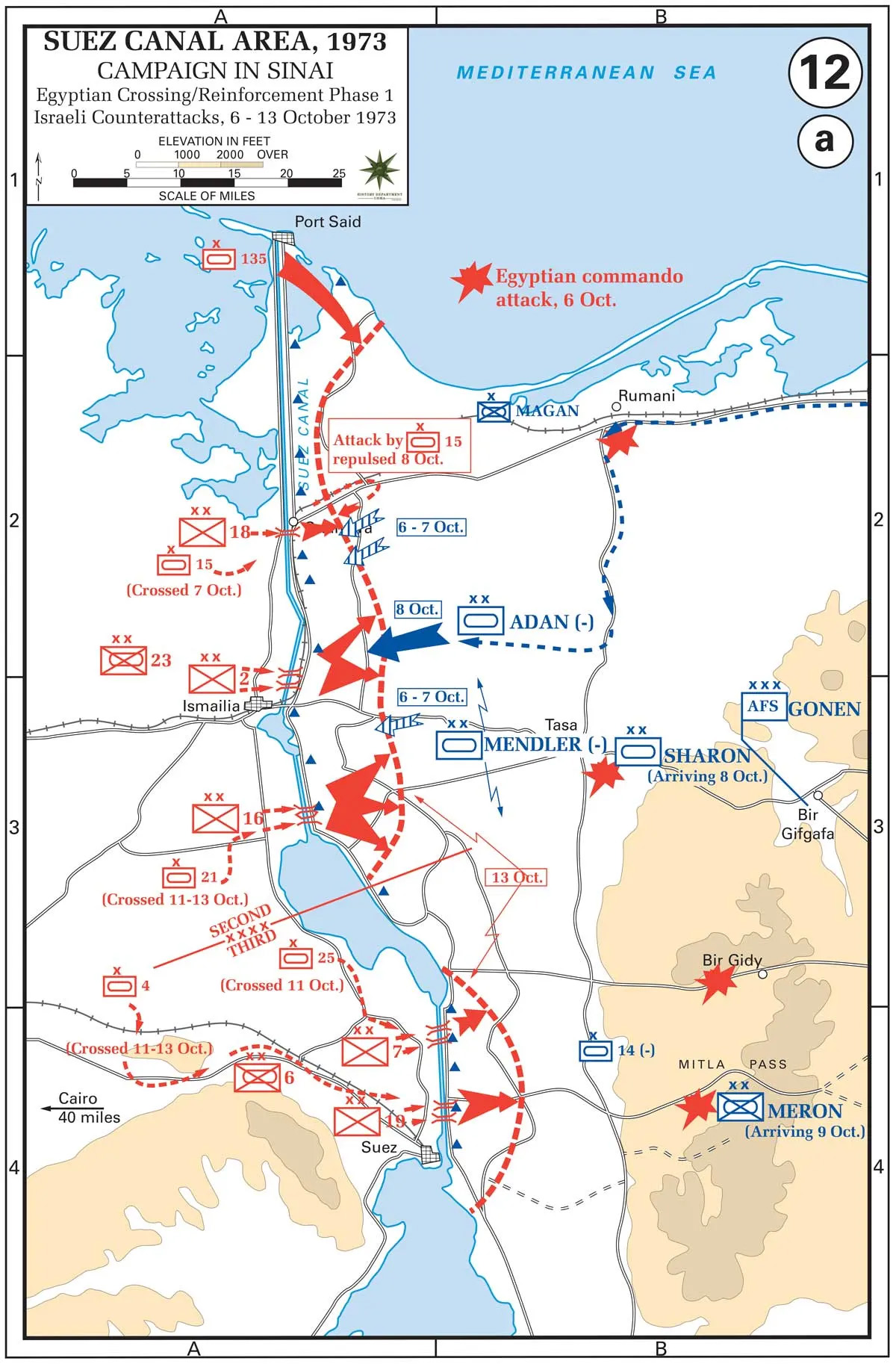
1973年10月6日のエジプト軍による攻勢とイスラエル軍の反撃。
赤：エジプト軍、青：イスラエル軍

1973年10月6日13:50から14:43にかけてエジプト軍は、スエズ運河東岸のバーレブ・ラインに対して攻撃準備射撃を行い、135個砲兵大隊約2,000門の砲迫から約3,000tの砲弾が拠点、機甲部隊集結地、砲兵陣地、指揮所等の目標に降り注ぎ、土塁の前方斜面に埋設された地雷等の人工障害物は多連装ロケット砲の掃射で破壊された。また、戦車砲等の直接照準火器約2,000門も攻撃に加わり、各種工作物を砲撃した。14:20からは3か所の陣地に展開したスカッド地対地ミサイル10基とFROG地対地ロケット20基が、ウムハシバ（Umm Hashiba）のSIGINT施設、タサ（Tasa）、ビルギフガファ（Bir Gifgafa）の師団指揮所を攻撃した。
14:00には240機のエジプト空軍機がスエズ運河を越え、シナイ半島の航空基地3か所、補助航空基地3か所、ホーク地対空ミサイル陣地10か所、砲兵陣地2か所、指揮所3か所、レーダーサイト2か所、SIGINT施設2か所、段列地域3か所、拠点ブダペストを空爆した。

#### スエズ運河渡河

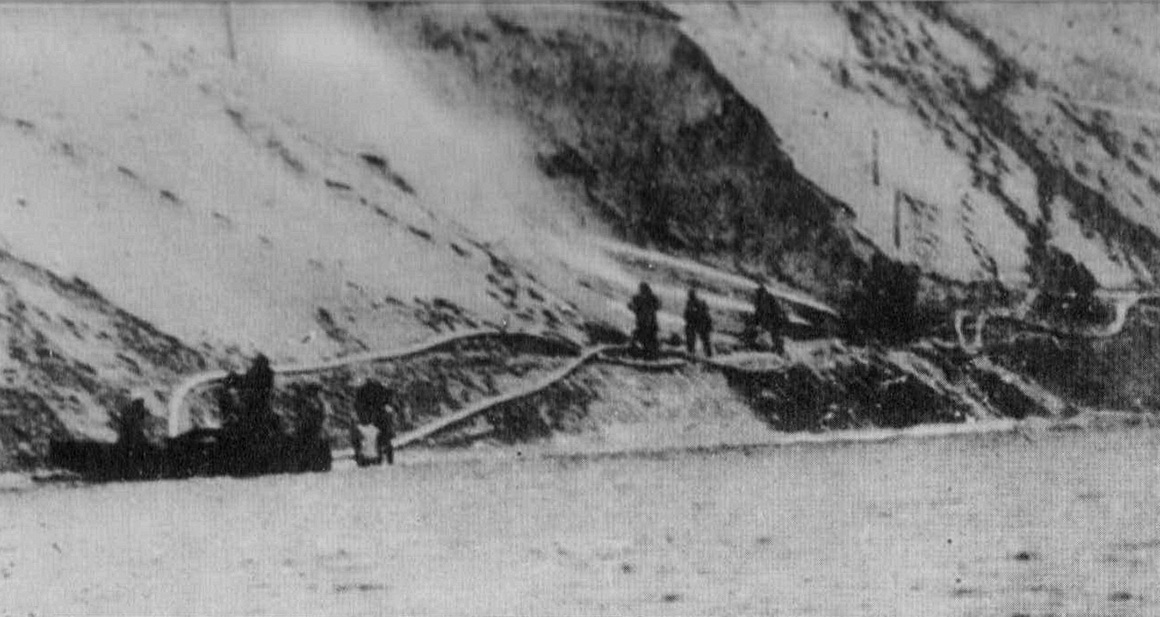
築堤に消火用ポンプで放水して開口するエジプト軍工兵。

14:05、エジプト軍本隊の渡河に先立ち、対戦車火器を携行したレンジャー部隊がゴムボートで渡河し、ロープや竹梯子で堤防をよじ登り、東岸1kmまで進出して阻止陣地を構築、イスラエル軍機甲部隊の反撃に備えた。14:20に第一波の5個歩兵師団8,000名が1,000艘のゴムボートに分乗して渡河を開始。この第一波には工兵のほか、誘導要員、砲兵隊の前進観測班も含まれていた。第二波には歩兵部隊と消火用ポンプを装備した工兵隊80組が含まれ、15分間隔で15波に分かれて渡河した。

### アラブの二正面作戦（1973年10月6日 - 10月10日）

#### ゴラン高原方面

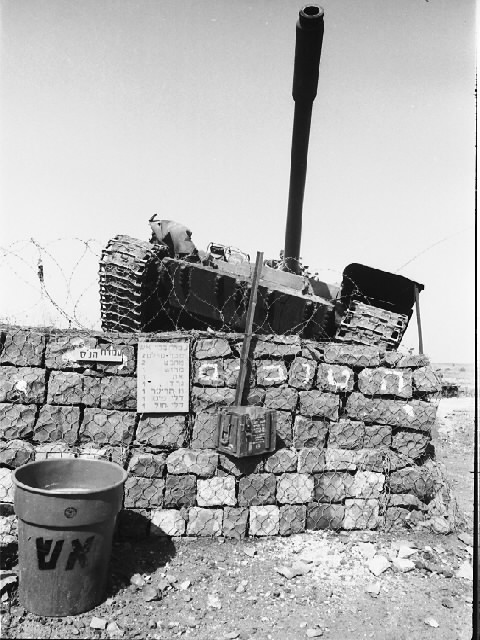
ナファク基地手前で（停戦ライン上の「拠点116」とする文献も存在する）撃破されたシリア軍のT-55戦車。

ゴラン高原方面では13時58分からのシリア空軍機による空爆に続き、14時5分、野砲・ロケット砲約300門が15時まで攻撃準備射撃の後、5個師団（3個歩兵師団、2個戦車師団後方で待機）がゴラン高原に突入した。 対するイスラエル軍部隊は停戦ライン上の警戒部隊を除けば1個機甲師団（第36機甲師団）、戦車数にしてシリア軍1,220輌対イスラエル軍177輌 である。
ゴラン高原北側へのシリア軍第7歩兵師団の攻撃はうまくいかなかった。第36機甲師団所属の第7機甲旅団は停戦ライン付近の丘に陣取り、第7歩兵師団の戦車や車輌を次々と撃破したのちに「涙の谷」と呼ばれることになるこの場所で、第7歩兵師団は後方に待機していた第3戦車師団や精鋭の共和国親衛旅団の増援を得つつ、昼夜を問わず攻撃を仕掛けた。10月9日には第7機甲旅団も稼働戦車が7輌（定数105輌）にまで低下した が、シリア軍は結局最後まで第7機甲旅団の陣地を突破することはできなかった。シリア軍は戦車260と他車輌500 を失う。
これと対照的に、ゴラン高原中部・南部の攻撃を担当した第9、第5歩兵師団の攻撃は比較的順調に進んだ。こちらの守備を担当したイスラエル軍の第188機甲旅団（戦車定数72輌）は第7機甲旅団と同様、停戦ライン上でシリア軍戦車を迎え撃ったが、担当正面が広すぎ（停戦ラインは全長65km だが、うち40kmを第188機甲旅団が担当した）、6日夕方にはシリア軍の450輌に対して第188機甲旅団の稼働戦車は15輌 にまで低下、シリア軍に包囲された上（夜間にシリア軍の間隔を縫って退却した）、翌7日には第188機甲旅団の旅団長、副旅団長、作戦参謀が三人とも戦死するという事態が起こった。最終的に将校の9割が死傷した 第188機甲旅団にシリア軍を止めるすべはなく、シリア軍は後方の第1戦車師団も投入してゴラン南部でイスラエル軍の防衛線を突破した。
6日夜、これらのシリア軍とイスラエル本土の間にイスラエル軍の部隊が皆無なことに気付いたイスラエル軍は、動員を完了した予備役部隊を中隊ごと、時には小隊ごとに逐次ゴラン高原に投入しなければならなかった。こうした部隊を率いた戦車兵の一人、ツビ（ツビカ）・グリンゴールド中尉が指揮した小隊規模の戦車隊「ツビカ隊」は夜間にゴラン高原を南北に走るTAPライン上に展開、ゴラン高原中部に位置する第36機甲師団の指揮所があったナファク基地に向かおうとする第5歩兵師団の戦車を一晩中延滞させることに成功した。
だが7日正午にはシリア軍第1戦車師団のT-55戦車がナファク基地に突入、第36機甲師団長ラファエル・エイタン少将や師団参謀も武器を取るほどの混戦となったが、「ツビカ隊」をはじめ各戦車隊がこれを撃退。
この頃になると、イスラエル軍の予備役部隊である2個機甲師団（第210、 第146予備役機甲師団）がゴラン高原展開を完了。8日からこれら2個師団によりゴラン高原南部で反撃に出たイスラエル軍は、10日までにシリア軍をゴラン高原から追い出した。
これに前後して10月6日、シリア軍第82空挺大隊がヘルモン山頂のイスラエル軍監視哨を占領。イスラエルにとって「国家の目」であるヘルモン山をシリア軍に砲兵観測所として利用されるのを恐れたイスラエル軍は8日、ゴラニ歩兵旅団による奪回作戦を試みたが、失敗した。

#### シナイ半島方面

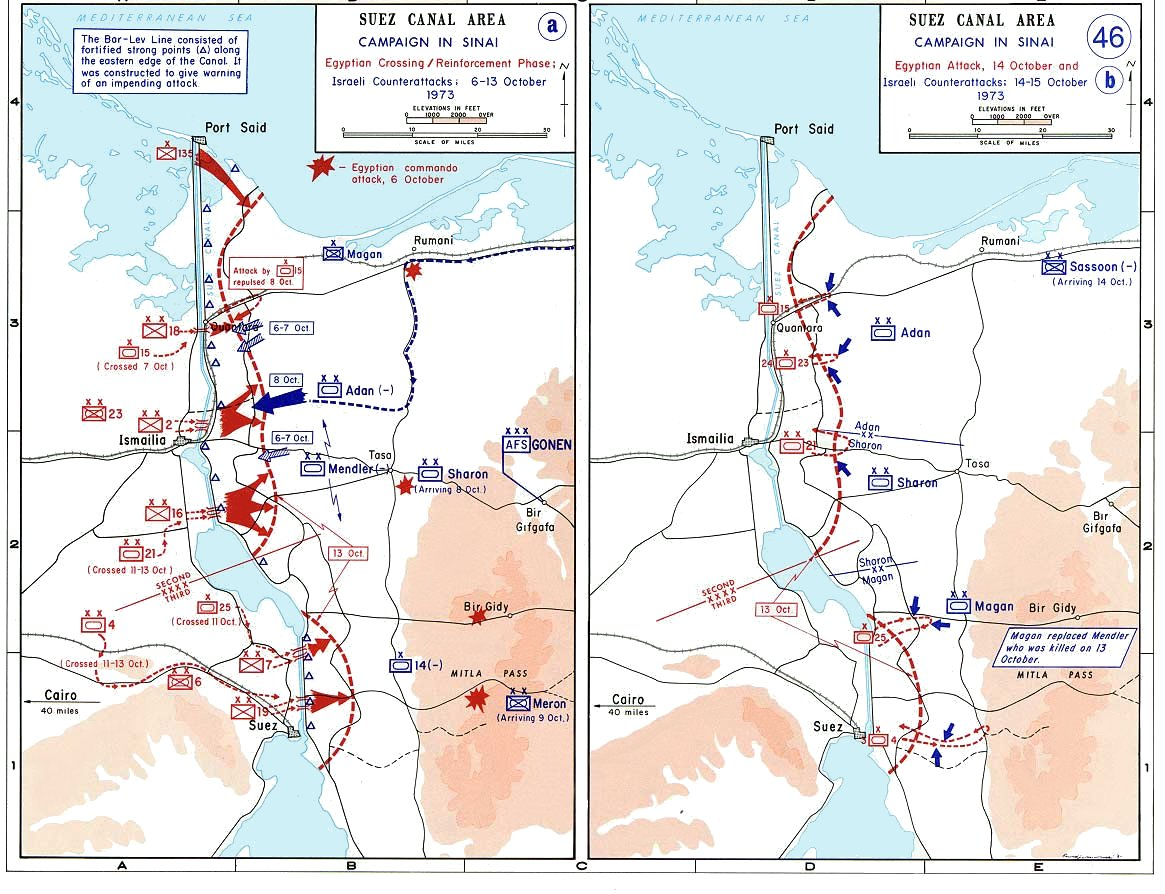
シナイ半島方面（南部戦線）の戦況。
左：1973年10月6日 - 13日、右：同14 - 15日
赤：エジプト軍、青：イスラエル軍

シナイ半島方面ではエジプト軍の5個歩兵師団がスエズ運河を渡河、橋頭保を築くと同時に運河沿いに作られたイスラエル軍の拠点群、通称「バーレブ・ライン」に対して攻撃をかけた。
イスラエル軍はすぐさま第252機甲師団（3個旅団基幹、以下第252師団）と空軍機が反撃を行ったものの、第252師団の3個機甲旅団はすべてエジプト軍の構築した対戦車兵器による防衛網によって次々と壊滅させられた。空軍機も同様に、低空用・高空用対空火器を巧妙に組み合わせたエジプト軍の「ミサイルの傘」の前にほとんど有効な航空攻撃を行えなかった。
ゴラン高原同様7日から8日にかけてイスラエル軍予備役部隊の第162予備役機甲師団（以下第162師団）と第143予備役機甲師団（以下第143師団）が到着、8日にはこれら2個師団による反撃が行われたが、第162師団は6日同様エジプト軍の対戦車兵器によって大損害をこうむり、第143師団は戦場を迷走したためほとんど戦闘に参加できず、イスラエル軍の反撃は再び失敗した。
一方、エジプト軍は「スエズ運河東岸に橋頭保を築いて停戦を待ち、シナイ半島は戦後交渉によって奪還する」という作戦の第一段階が完了したため、むやみな攻撃をかけずに橋頭保の強化につとめ、戦況は膠着状態となった。

#### その他
イスラエル軍はゴラン高原、シナイ半島で二正面作戦を強要され、一時はゴラン高原、シナイ半島の放棄、そして「第三神殿の滅亡」 も考えられた。
このためイスラエルでは核兵器の使用が真剣に検討され、実際にディモナ核施設では航空機用核弾頭13発が用意された。しかし、戦況がやや好転したため、使用の機会は免れることとなった。

### イスラエルの反撃（1973年10月11日 - 10月17日）

#### ゴラン高原方面
10月11日、イスラエル軍は再編成ののちゴラン高原北部からシリア領への逆侵攻を開始。シリア軍や新たに参戦したイラク・ヨルダン軍などの抵抗を受けながらも、イスラエル軍はシリアの首都ダマスカスを長距離砲の射程に収められる位置まで進軍したが、それ以上の進撃は中止された。アラブ側が必死の抵抗をしただけでなく、ダマスカスを陥落させるとソ連軍が参戦するとの警告がアメリカよりもたらされたからとされている。

#### シナイ半島方面

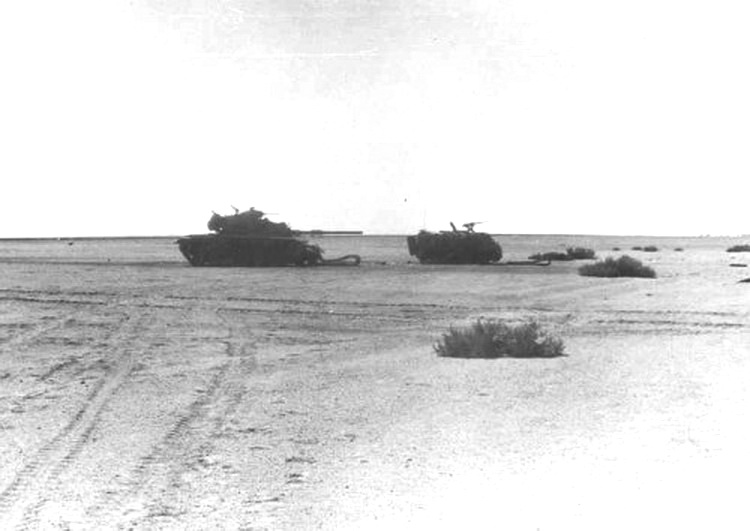
「中国農場」近郊で遺棄されたイスラエル軍のマガフ戦車とM113兵員輸送車。

8日以降戦況は膠着し、大規模戦闘はなかったものの、シリアから自国の苦戦を救うためシナイ半島での攻勢がエジプトに要請された。このためエジプト軍は全面攻勢を開始、10月14日、イスラエル軍との間に大規模な戦車戦が発生した。「ミサイルの傘」を出たエジプト軍は待ち伏せするイスラエル地上軍だけでなく空軍からも苛烈な反撃を受け、エジプト軍が約200輌の戦車を喪失、攻撃は失敗した。この戦闘の勝利によってイスラエル軍はシナイ半島でも戦闘の主導権を取り戻し、スエズ運河の逆渡河作戦を進めることとなった。
15日、イスラエル軍の逆渡河作戦「ガゼル作戦」（Operation Gazelle）が開始された 。イスラエル軍は渡河点近郊の農業試験場、通称「中国農場」などでエジプト軍の強固な抵抗にあったものの、16日未明には空挺旅団と戦車旅団が逆渡河に成功、17日には第162師団主力が渡河、対空ミサイル基地を掃討しながら「アフリカへの進撃」を開始した。

#### その他

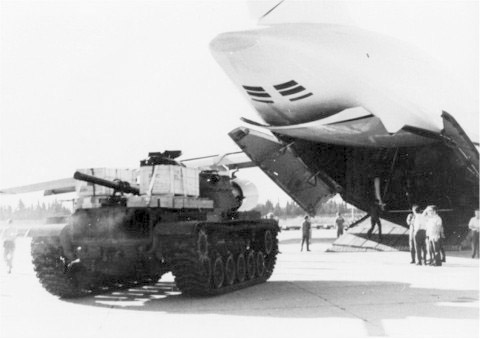
C-5輸送機から卸下されるM60戦車。

イスラエル・アラブ両陣営は激戦により、戦車・航空機・弾薬を急激に消耗、それぞれの陣営の兵器のおもなクライアントであったアメリカとソ連にとって「自国製兵器で編成された軍隊」が敗北することは中東プレゼンスの弱体化にもつながるのみならず、中東域外における兵器の販売にも悪影響を与える一大事となるため、ソ連は9日からエジプトとシリアの両国に、アメリカは14日からイスラエルに対し大規模な軍需物資輸送作戦を開始。最終的にアメリカが作戦機800機、戦車600輌を含む約2.2 - 2.8万トン、ソ連が作戦機200機、戦車1,000輌を含む約1.5 - 6.4万トン の軍需物資を供給。これら物資が損害を完全に埋め合わせることはなかったものの、イスラエルとアラブの両陣営にとって「超大国が支援している」ということの心理的・政治的効果は大きかった。
エジプトおよびシリア以外のアラブ諸国も戦争に協力し、イラクとヨルダンはそれぞれ各個独立旅団、2個機甲師団をゴラン高原に派遣し、またモロッコとサウジアラビア、スーダンの部隊がゴラン高原に、シナイ半島ではアルジェリアとリビア、モロッコ、PLO、クウェート、チュニジア の部隊が戦闘に参加。パキスタンの軍 やレバノンの対空レーダー部隊がシリアに派兵され、さらにソ連の後援を受けるキューバも戦車やヘリコプターなどの隊をシリアに送り、北朝鮮のパイロットはエジプトの空軍基地の防空任務に就いていた。
戦況がイスラエル優位に傾きつつあった10月16日、アラブ石油輸出国機構（OAPEC）はイスラエル支援国（アメリカとオランダ）に対する石油輸出禁止、アラブ非友好国への段階的石油供給削減を決定した。また、同時期、オイルメジャー代表と原油価格交渉を行っていたOPECのペルシャ湾岸産油国（非アラブ国でペルシャのイランを含む）は原油公示価格大幅引き上げを決定。長期にわたる先進諸国の高度成長による石油需給の引き締まりを背景に徐々に上昇していた原油価格は、これを契機に一機に高騰した。その後、OPECは加盟国の原油価格（公式販売価格）を総会で決定する方式を定着させ、国家間カルテルに転じた。高騰した原油価格は、石油禁輸や供給削減という政策が停止した後も、高止まりし、世界経済にも深刻な影響を与えることとなった（オイルショック）。
それまで欧米のオイルメジャーが独占的に原油価格を操作してきた実情をみれば、自国の資源を自国で管理したいという資源ナショナリズムの高まりがもたらした結末であり、この事件をきっかけにして、原油価格と原油生産の管理権はメジャーからOPECへ移った。すでに、1960年代後半から欧米で顕在化していたスタグフレーションは、石油危機によって、先進国全体に一挙に拡大、深化することとなった。

### 停戦（1973年10月18日 - 10月25日）

#### ゴラン高原方面
ダマスカス平原周辺では戦闘は小競り合い程度にとどまっていたが、21日夜、停戦決議を前にしてイスラエル軍によるヘルモン山の奪回作戦が再び行われた。シリア側山頂は容易に占領できたものの、イスラエル側山頂ではシリア空挺部隊の反撃が苛烈でイスラエル軍は多数の死傷者を出した。しかし22日の午前11時には山頂の観測所周辺が奪回された。23日、ダマスカス平原においてシリア軍とイラク軍、ヨルダン軍による攻勢が予定されていたものの、シリアが停戦決議（後述）を受諾したために攻勢は中止され、戦闘は終結することとなった。

#### シナイ半島方面
第162師団に続きスエズ運河を渡河した第143、第252師団の計3個師団は、運河東岸のエジプト第2軍・第3軍を包囲しようとイスマイリア・スエズ市に向けて進撃した。第143師団はイスマイリア郊外で進軍を停止、第162師団は運河西岸を確保、第252師団はカイロ―スエズ街道を封鎖し、エジプト第3軍を包囲、停戦交渉の「人質」とした。第三次中東戦争同様エジプトが再び決定的敗北を喫することを危惧したアメリカ・ソ連をはじめとする国連安全保障理事会（以下安保理）は停戦工作を推し進め、10月22日、停戦を求めた国連安保理決議第338号が決議され、同日18時52分より発効した。しかしイスラエル軍は作戦行動を続け、24日には162師団がスエズ市攻略を強行したが、守備部隊の抵抗にあって失敗した。25日には国連安保理決議340にしたがって第二次国際連合緊急軍が編成され、停戦監視の任につくようになった。

#### 停戦交渉と米ソの対立
戦況がイスラエル優位に傾き始め、アラブ側の敗北が現実味を帯びてきた上、停戦決議後も作戦行動を続けるイスラエルに対し、ソ連は実戦部隊の展開準備を進め、実際に空輸作戦（前出）に従事していた輸送機を空挺部隊の兵員輸送用に改装するため空輸作戦は停止され、黒海艦隊も増強された。これに対しアメリカは10月25日、デフコンをデフコン4からデフコン3（防衛準備態勢）に引き上げ、第6艦隊への空母部隊の増援、第82空挺師団の出動準備、核搭載B-52爆撃機のグアムから本国基地への移動をもって対応した。一時は「第三次世界大戦」の勃発も騒がれたが、イスラエル軍の作戦行動中止と同時に事態は沈静化した。

## 戦争の影響

### 政治的影響

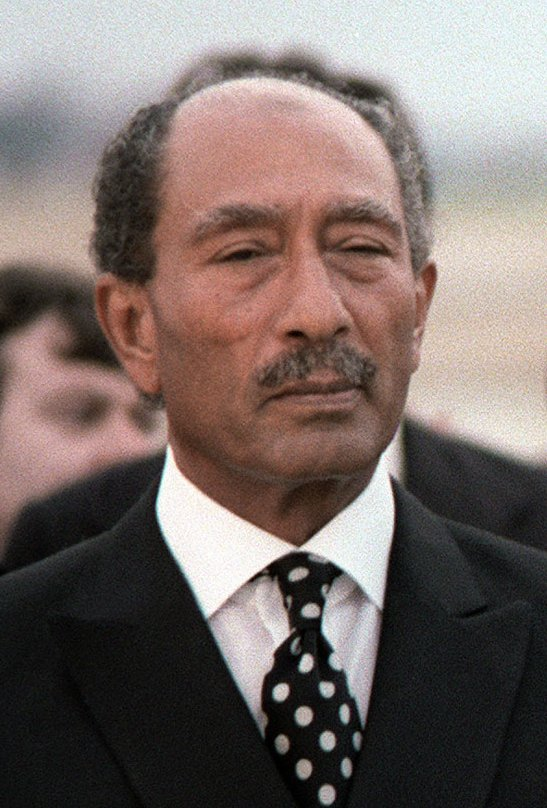
エジプトのアンワル・サダト大統領

エジプトやシリアをはじめとするアラブ諸国は、またもやイスラエルに軍事的敗北を喫したものの、緒戦での勝利によってサダトの思惑通り、イスラエルと対等な条件で交渉に乗り出すことができるようになった。特に戦争前の1972年7月に約2万人ともされたソ連の軍事顧問団を追放して対ソ関係を悪化させていたエジプトにとってはアメリカと関係修復するきっかけにもなった。
エジプトは1974年2月にアメリカとの国交を正常化させて軍事的経済的援助を受け、1976年3月にはソ連との友好協力条約を破棄し、翌4月にサダト大統領は中ソ対立を起こしていた中華人民共和国にムバラク副大統領を派遣して毛沢東と会見させてソ連製武器のスペアとなる中国製武器を購入した。さらに同年9月には同じく親米のサウジアラビアやモロッコなどとともに結成した反ソ同盟サファリ・クラブの本部をカイロに置き、第一次シャバ紛争やオガデン戦争においてザイールとソマリアを支援してアフリカでソ連を牽制し、1979年のソ連のアフガニスタン侵攻を批判してモスクワオリンピックをボイコットして反政府武装勢力のムジャーヒディーンへの支援も表明した。
そしてエジプトとイスラエル間では1978年にキャンプ・デービッド合意が、続いて1979年3月26日にエジプト・イスラエル平和条約が締結され、エジプトがイスラエルを国家承認することと、イスラエルがシナイ半島から撤退することが定められた。この条約によって中東戦争は事実上終結することとなった。
両国は第二次兵力引き離し協定に調印し、シナイ半島の非軍事化を進めることとなった。ただし、パレスチナ問題の解決については進展はなかった。またエジプトが「抜け駆け」したことに周辺アラブ諸国は猛反発し、1978年にイラクのバグダードで行われた首脳会議でアラブ連盟より参加資格停止にされ、1990年までエジプトは復帰できなかった。1978年アラブ連盟首脳会議を主催してエジプトの追放に成功したイラクはエジプトに代わるアラブの盟主になることも目論み、後にイラン・イラク戦争を引き起こす原因の1つになったともされる。サダト大統領自身も1981年10月6日の本戦争記念パレード最中に、エジプト軍内の反対派によって暗殺された。
シリアとイスラエル間では平和条約の締結こそなかったが、アメリカのキッシンジャー国務長官の「シャトル外交」と称された仲介工作によって、停戦協定が結ばれ、またゴラン高原のイスラエルとシリア間の国境には緩衝地帯が設けられ、国際連合兵力引き離し監視軍が停戦監視に当たるようになった。

### 社会的影響

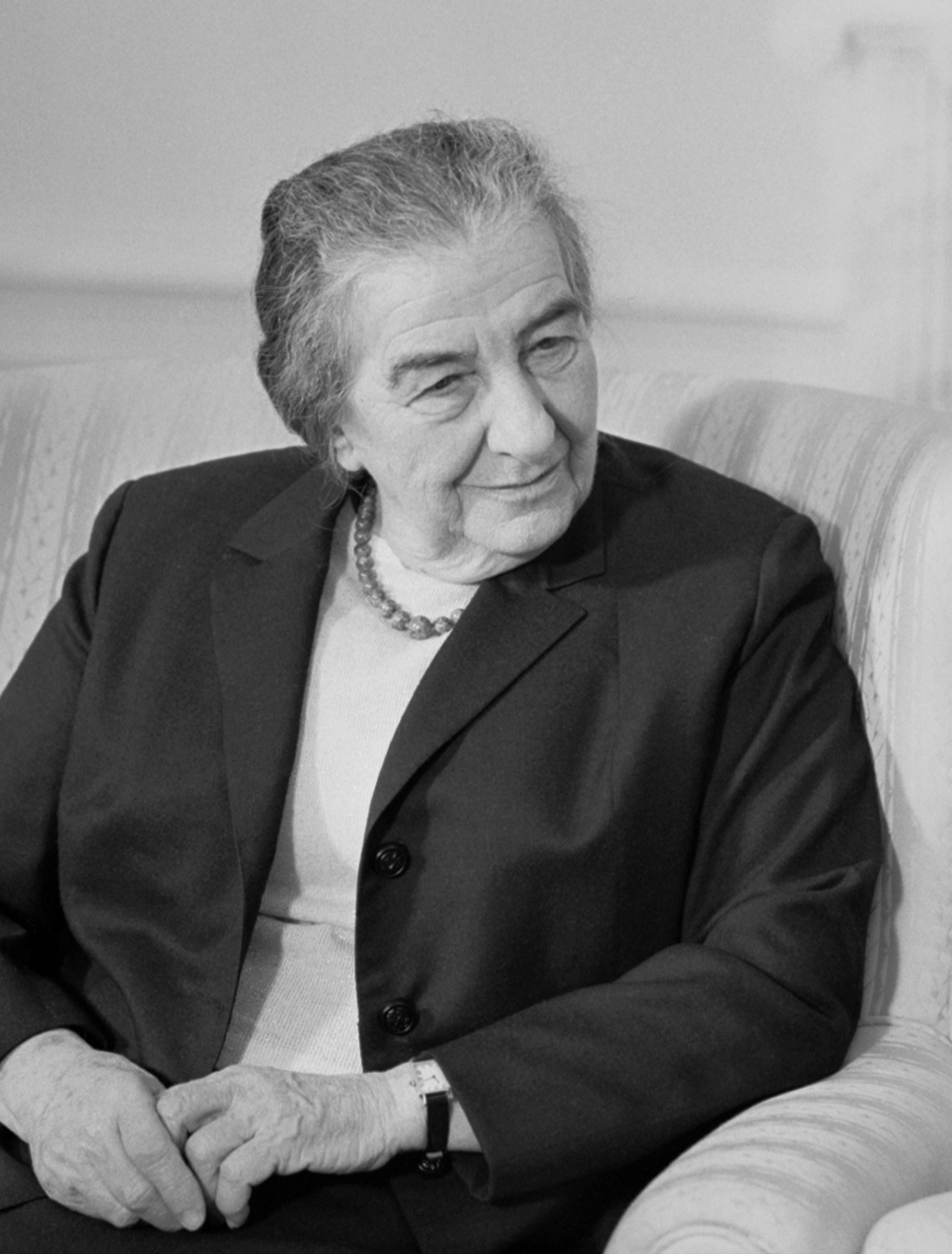
イスラエルのゴルダ・メイア首相

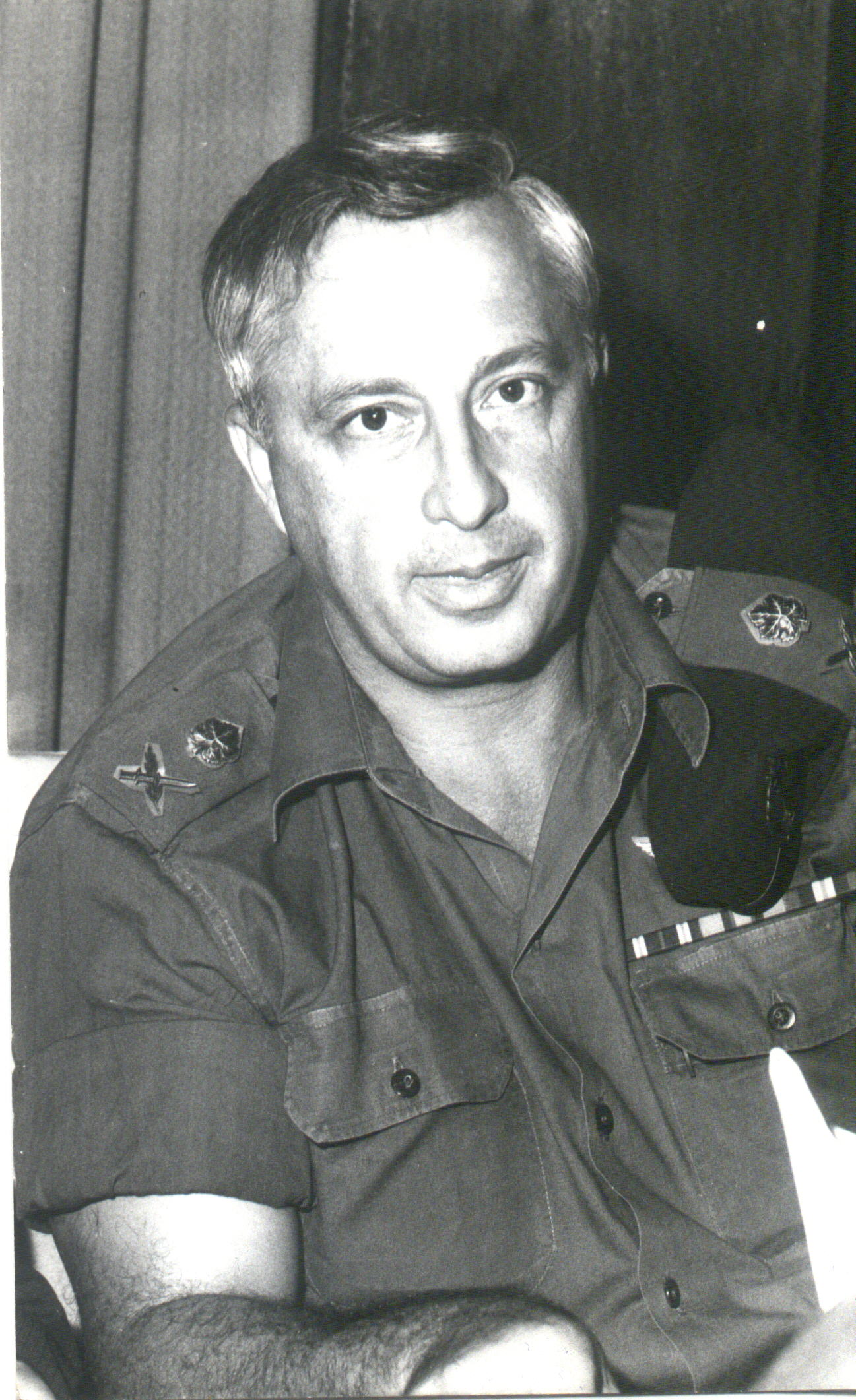
第143師団を指揮、名声を博したアリエル・シャロン少将

初めてアラブの侵攻を受け、緒戦で敗北を喫したイスラエル社会は激しく揺さぶられた。奇襲を予想しなかった国防の準備不足は国防大臣モーシェ・ダヤンの責任となり、世論はダヤンの辞職を要求し、最高裁長官は紛争中にダヤンの職務調査を指示した。委員会は首席補佐官の辞職を推奨したが、ダヤンの判断を尊重した。翌1974年にダヤンはゴルダ・メイア首相に辞表を提出し、ゴルダ・メイア自身も辞任しイツハク・ラビンに首相の座を譲った。
合計約19,000人のエジプト人、シリア人、イラク人およびヨルダン人もこの紛争で死亡した。エジプトとシリア空軍はその対空防御により114機のイスラエル機を撃墜したが、その3倍以上の自軍の航空機442機を失った。その中には、数十機におよぶ自軍の対空ミサイルの誤射で撃墜されたものを含む。
なお、戦闘機パイロットとして出撃したサダト大統領の弟も緒戦で戦死している。この戦争で国民的英雄となった当時空軍司令官で、後のエジプト大統領ホスニー・ムバーラクがサダトから副大統領に抜擢された。

### 軍事的影響

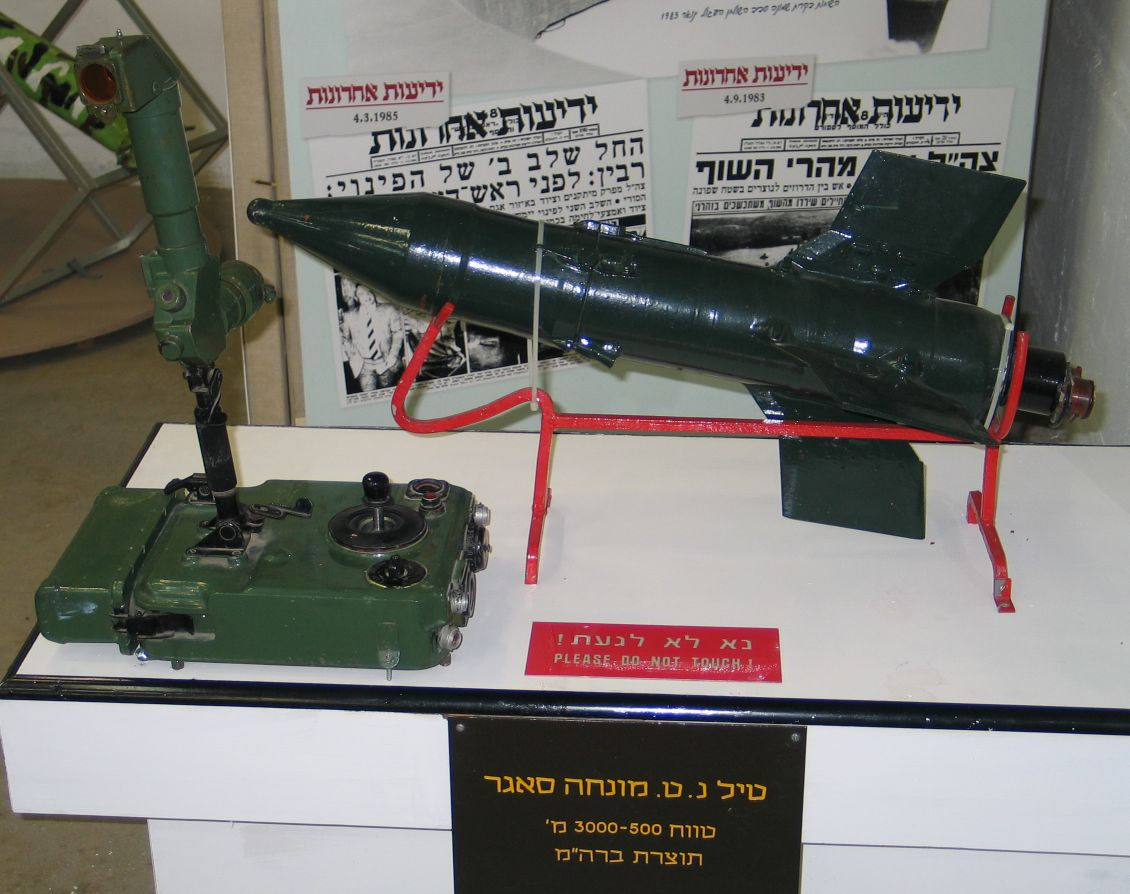
9M14"マリュートカ"

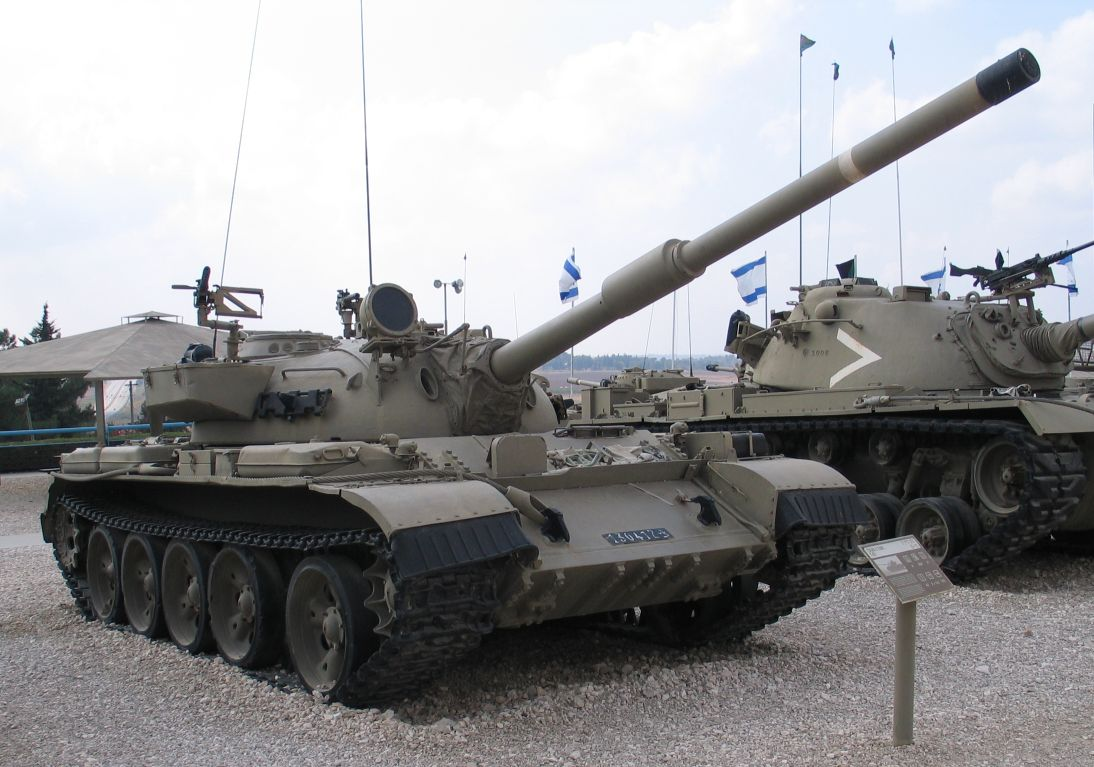
イスラエル軍は第三次中東戦争で捕獲したT-54/55戦車を改装し、写真のようなTiran-4/5戦車として投入した

本戦争は冷戦期の戦争において、双方の陣営がほぼ同レベルかつ比較的最新鋭の兵器を投入した数少ない戦争であった。とくにAT-3"サガー"（ソ連名9M14"マリュートカ"）対戦車ミサイルやSA-6"ゲインフル"（ソ連名2K12"クープ"）自走対空ミサイルの活躍が有名である。エジプト軍はこれらの兵器を他の対戦車火器や対空兵器と組み合わせることで濃密な防衛網を構築し、緒戦で反撃に向かったイスラエルの戦車部隊や航空機に多大な損害を与えた。
一方、戦車業界にとっては現代版クレシーの戦いとも称された。対戦車ミサイルで戦車が次々と撃破されたことは衝撃的であり、一時は「戦車不要論」も唱えられた。本戦争以降開発された第3世代主力戦車は対戦車火器の火力にも十分耐えうる複合装甲を導入したが、装甲の弱い上部を狙ってトップアタックを行うミサイルも登場するなどイタチごっこが続いている。
また、戦車部隊と歩兵部隊の協同作戦の重要さも再確認され、各国で戦車部隊の行軍に追随できる歩兵戦闘車や装甲兵員輸送車の開発、配備が推し進められた。

### 日本への影響
戦争中に行われたアラブ石油輸出国機構の親イスラエル国に対する石油禁輸措置と、それに伴う石油輸出国機構（OPEC）の石油価格引き上げは、第1次オイルショック（第1次石油危機）を引き起こし、石油禁輸措置の直接の対象となったアメリカやオランダのみならず、日本をはじめとする先進工業国における石油価格の高騰を招いた。
日本はイスラエルとアラブ諸国のどちらにも与しない中立的な外交を取っていたが、アメリカと同盟を結んでいたため、イスラエル支援国家とみなされる可能性が高いため、三木武夫副総理を中東諸国に派遣して支援国家リストから外すように交渉する一方で、国民生活安定緊急措置法や石油需給適正化法を制定して事態の深刻化に対応した。
しかし相次いだ便乗値上げなどによりインフレーションが加速された上に、整備新幹線の着工延期などの公共工事への投資抑制や民間企業の投資抑制も行われ、高度経済成長が終焉することになった。また「トイレットペーパー騒動」や「洗剤騒動」などが全国で巻き起こった。

## 第四次中東戦争およびそれに関連する事項を題材とした作品
映画
- 『キプールの記憶』（DVD邦題『キプール 勝者なき戦場』）（2000年、イスラエル）
- 『ミュンヘン』（2005年、アメリカ）
- 『ファラオの処刑』（2008年、イラン、日本未公開）

ボードゲーム
- SPI,Chinese farm（1975）（ホビージャパン発行『タクテクス』第30号に付録ゲーム「中国農場」として収録）
- SPI,Golan（1975）（ホビージャパン発行『タクテクス』第33号に付録ゲーム「ゴラン高原」として収録）
- The Gamers,Yom Kippur（1995）（国際通信社発行『コマンドマガジン日本語版』第65号付録ゲーム「ヨム・キプール：第四次中東戦争」でリメイク）
- The Gamers,Height of Courage（2013）

この他にも「中国農場の戦い（Battle of Chinese farm）」などのタイトルでボードゲームが多数発表されている。
コンピュータシミュレーションゲーム
- スーパー大戦略（メガドライブ） - 複数収録されているマップの中に「Yom Kippur War」という名前のシナイ半島戦線を再現したマップがあり、プレイヤーは「イスラエル」か「エジプト」を選択してゲームを進める。